# Bahnstrecke Bodenheim–Alzey
| |                      |                                      |                                      |
| Streckennummer: | 3563                 |                                      |                                      |
| Kursbuchstrecke (DB): | zuletzt 661          |                                      |                                      |
| Kursbuchstrecke: | 274a (1946)          |                                      |                                      |
| Spurweite: | 1435 mm (Normalspur) |                                      |                                      |
| |                      |                                      |                                      |
| \| \| \| von Mainz \| \| \| \| 0,00 \| Bodenheim \| Bodenheim \| \| \| \| nach Ludwigshafen \| \| \| \| 3,991 \| Gau Bischofsheim \| Gau Bischofsheim \| \| \| 5,297 \| Harxheim-Lörzweiler \| Harxheim-Lörzweiler \| \| \| 7,431 \| Mommenheim (Rheinhessen) \| Mommenheim (Rheinhessen) \| \| \| 11,042 \| Selz \| Selz \| \| \| 11,188 \| Selzen-Hahnheim \| Selzen-Hahnheim \| \| \| 13,385 \| Bundesstraße 420 \| Bundesstraße 420 \| \| \| 13,593 \| Goldbach \| Goldbach \| \| \| 13,825 \| Undenheim-Köngernheim \| Undenheim-Köngernheim \| \| \| \| nach Nierstein \| \| \| \| 20,108 \| Bechtolsheim-Biebelnheim \| Bechtolsheim-Biebelnheim \| \| \| 20,515 \| Flutgraben \| Flutgraben \| \| \| 22,106 \| Gau Odernheim \| Gau Odernheim \| \| \| \| nach Osthofen \| \| \| \| 23,597 \| Gau Köngernheim \| Gau Köngernheim \| \| \| 25,267 \| Framersheim \| Framersheim \| \| \| 26,990 \| Schafhausen \| Schafhausen \| \| \| 27,6 \| Nebengleis zum Industriegebiet Alzey \| Nebengleis zum Industriegebiet Alzey \| \| \| 28,515 \| Bundesautobahn 61 \| Bundesautobahn 61 \| \| \| 29,037 \| Bundesstraße 271 \| Bundesstraße 271 \| \| \| 30,4 \| von Armsheim \| von Armsheim \| \| \| 30,902 \| Alzey \| Alzey \| \| \| \| nach Worms und nach Marnheim \| \| |                      |                                      |                                      |
| Strecke |                      | von Mainz                            | von Mainz                            |
| Bahnhof | 0,00                 | Bodenheim                            | Bodenheim                            |
| Abzweig ehemals geradeaus und nach links |                      | nach Ludwigshafen                    | nach Ludwigshafen                    |
| Bahnhof (Strecke außer Betrieb) | 3,991                | Gau Bischofsheim                     | Gau Bischofsheim                     |
| Bahnhof (Strecke außer Betrieb) | 5,297                | Harxheim-Lörzweiler                  | Harxheim-Lörzweiler                  |
| Bahnhof (Strecke außer Betrieb) | 7,431                | Mommenheim (Rheinhessen)             | Mommenheim (Rheinhessen)             |
| Brücke über Wasserlauf (Strecke außer Betrieb) | 11,042               | Selz                                 | Selz                                 |
| Bahnhof (Strecke außer Betrieb) | 11,188               | Selzen-Hahnheim                      | Selzen-Hahnheim                      |
| Strecke mit Straßenbrücke (Strecke außer Betrieb) | 13,385               | Bundesstraße 420                     | Bundesstraße 420                     |
| Brücke über Wasserlauf (Strecke außer Betrieb) | 13,593               | Goldbach                             | Goldbach                             |
| Bahnhof (Strecke außer Betrieb) | 13,825               | Undenheim-Köngernheim                | Undenheim-Köngernheim                |
| Abzweig geradeaus und nach links (Strecke außer Betrieb) |                      | nach Nierstein                       | nach Nierstein                       |
| Bahnhof (Strecke außer Betrieb) | 20,108               | Bechtolsheim-Biebelnheim             | Bechtolsheim-Biebelnheim             |
| Brücke über Wasserlauf (Strecke außer Betrieb) | 20,515               | Flutgraben                           | Flutgraben                           |
| Bahnhof (Strecke außer Betrieb) | 22,106               | Gau Odernheim                        | Gau Odernheim                        |
| Abzweig geradeaus und nach links (Strecke außer Betrieb) |                      | nach Osthofen                        | nach Osthofen                        |
| Haltepunkt / Haltestelle (Strecke außer Betrieb) | 23,597               | Gau Köngernheim                      | Gau Köngernheim                      |
| Bahnhof (Strecke außer Betrieb) | 25,267               | Framersheim                          | Framersheim                          |
| Haltepunkt / Haltestelle (Strecke außer Betrieb) | 26,990               | Schafhausen                          | Schafhausen                          |
| Abzweig geradeaus und von links (Strecke außer Betrieb) | 27,6                 | Nebengleis zum Industriegebiet Alzey | Nebengleis zum Industriegebiet Alzey |
| Strecke mit Straßenbrücke (Strecke außer Betrieb) | 28,515               | Bundesautobahn 61                    | Bundesautobahn 61                    |
| Brücke über Wasserlauf (Strecke außer Betrieb) | 29,037               | Bundesstraße 271                     | Bundesstraße 271                     |
| Abzweig ehemals geradeaus und von rechts | 30,4                 | von Armsheim                         | von Armsheim                         |
| Bahnhof | 30,902               | Alzey                                | Alzey                                |
| Strecke |                      | nach Worms und nach Marnheim         | nach Worms und nach Marnheim         |

Die ehemalige Bahnstrecke Bodenheim–Alzey von Bodenheim über Gau-Odernheim nach Alzey hieß im Volksmund Amiche. Die 30,9 km lange Strecke verlief komplett in Rheinhessen in den Landkreisen Alzey-Worms und Mainz-Bingen und zwischen Alzey und Selzen links des Flusses Selz. Kurz nach Hahnheim-Selzen überquerte die Bahnstrecke den Fluss. Der Abschnitt zwischen Bodenheim und Undenheim wurde zu einem Bahntrassenradweg umgebaut.

## Namensherkunft
Zur Herkunft der Bezeichnung Amiche gibt es keine verlässliche Quelle, nur unterschiedliche Erzählungen dazu: Der Name gehe auf eine Frau namens Annemarie zurück, die hier oft unterwegs gewesen sei, oder die Bezeichnung sei eine Ableitung des französischen ami (= Freund) oder sie beziehe sich auf einen Lokomotivführer namens Armin.

## Geschichte

### Bau und Betrieb

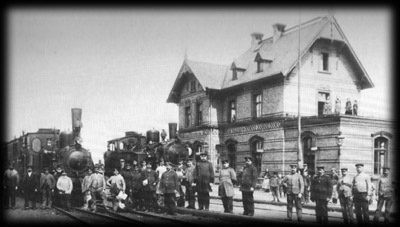
Zug im Bf. Gau-Odernheim im Jahr 1904

Nach dem Bau der Hauptstrecken der Hessischen Ludwigsbahn (Bahnstrecke Mainz–Ludwigshafen und Rheinhessenbahn) wurde auch in vielen Ortschaften der Provinz Rheinhessen ein eigener Bahnanschluss gewünscht. Dafür gab es unterschiedliche Projekte: Die zunächst favorisierte Linienführung von Worms nach Nieder-Olm scheiterte am Widerstand der Stadt Mainz und dem Desinteresse einiger Ortschaften.
Einigen konnte man sich jedoch über eine Linienführung von Bodenheim über Odernheim (seit 1896 Gau-Odernheim) nach Alzey. Die Strecke weist keine nennenswerten Steigungen auf, da sie zum größten Teil parallel der Selz verläuft. Die Strecke entstand in zwei Bauabschnitten. Zunächst wurde am 1. Oktober 1879 der Abschnitt Bodenheim-Undenheim eröffnet. Die Arbeiten für den zweiten Abschnitt von Undenheim nach Alzey begannen im September 1894 und waren zwei Jahre später abgeschlossen. Am 28. September 1896 erfolgte die Eröffnung, zwei Tage später begann der planmäßige Verkehr.
Am 10. Februar 1914 wurden auf der Strecke „mit Eintritt der Dunkelheit“ neue „Doppellichtvorsignale“ in Betrieb genommen, die dem heute noch gebräuchlichen Modell des Formsignals entsprachen.
Zum 7. Juli 1965 wurde die Telegrafen-Freileitung entlang der Strecke durch ein Streckenfernmeldekabel ersetzt.

### Stilllegung

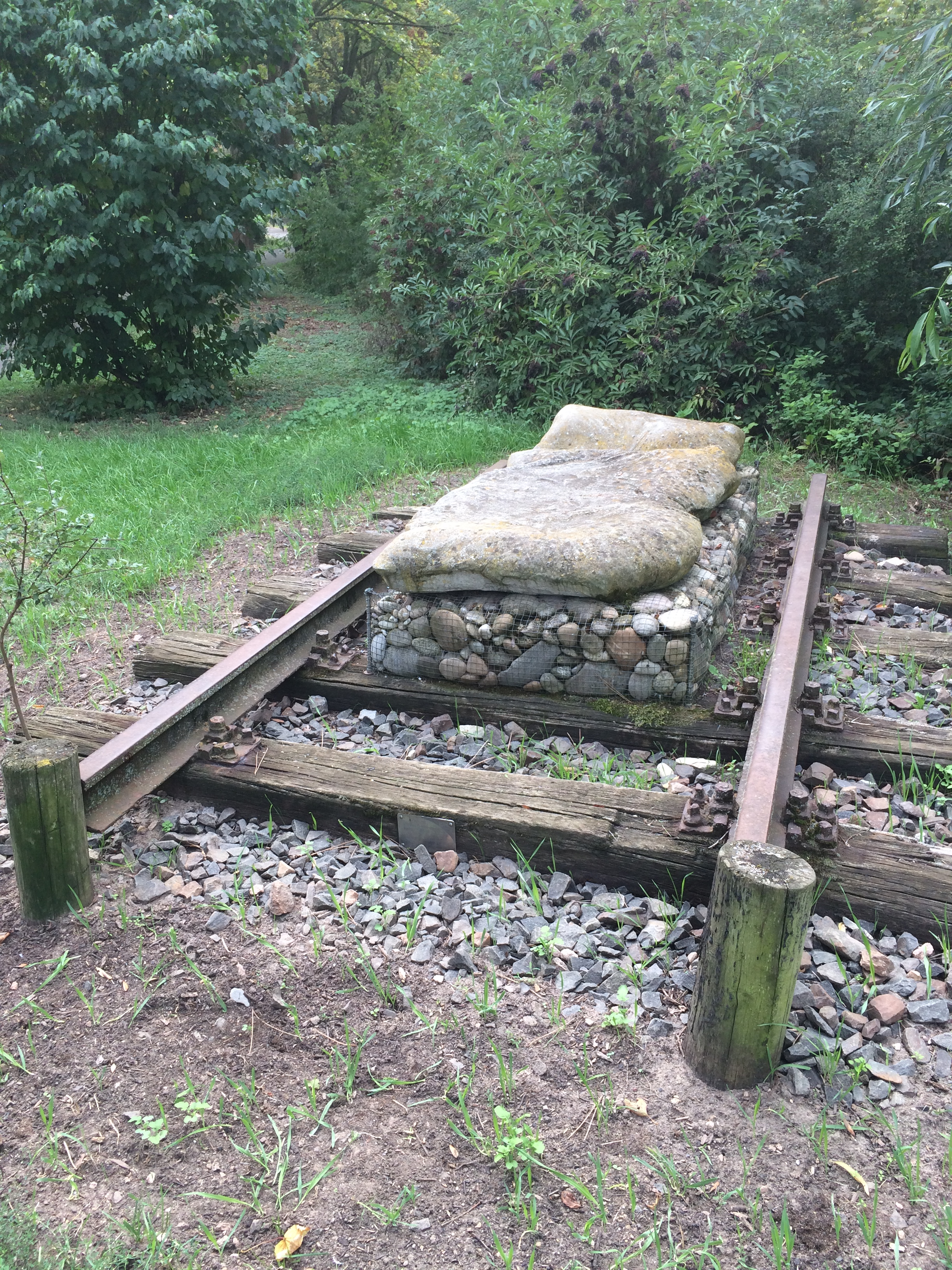
Altes Gleisstück der Strecke als Denkmal in Hahnheim

Zum Wechsel in den Sommerfahrplan 1954 wurde die Zugsicherung auf der Strecke auf „Vereinfachten Nebenbahndienst“ umgestellt.
Die Verbindung wurde am 31. Mai 1985 im Personenverkehr eingestellt, im Güterverkehr am 31. Mai 1985 zwischen Bodenheim und Harxheim-Lörzweiler, am 31. Dezember 1989 zwischen Harxheim-Lörzweiler und Selzen-Hahnheim und am 1. Januar 1995 schließlich auch zwischen Selzen-Hahnheim und Alzey. Nach Beendigung des planmäßigen Personenverkehrs gab es am 5. August 1989 und 31. Dezember 1992 mit einem Schienenbus der Baureihe VT 95 noch zwei Sonderfahrten.
Bereits seit Mitte Mai 1987 folgte der allmähliche Gleisrückbau, beginnend mit dem Abschnitt zwischen Bodenheim und Harxheim, wobei die ehemalige Gleistrasse zu späteren Zeitpunkten an einigen Stellen überbaut wurde. Der Abschnitt zwischen Gau-Bischofsheim und Hahnheim wurde später zu einem Fahrradweg umgestaltet. Besonders erwähnenswert ist das geringe Gefälle bzw. Steigung im ansonsten recht hügeligen rheinhessischen Gelände. Der Fahrradweg erhielt – ebenso wie vorher die Eisenbahnstrecke – den Namen „Amiche“. Das bis zuletzt als Bahnhofsgleis vorgehaltene Streckenstück bis ins Industriegebiet Alzey wurde Ende Dezember 2016 mit dem Ausbau der Weiche im Bahnhof Alzey aufgegeben.

## Betriebsstellen
Die Empfangsgebäude wurden als Einheitsbahnhöfe errichtet. Sie ähneln sich bis auf wenige Details: Entweder sind sie zweiteilig mit einem verbretterten Güterschuppen oder dreiteilig mit separatem Güterschuppen. Bei den zweiteiligen Bauten kann die Ausführung auch seitenverkehrt stattfinden. Im Erdgeschoss befanden sich die Diensträume und im ersten Stock die Wohnung des Bahnbediensteten. Alle Gebäude befinden sich heute in privatem Eigentum und dienen als Wohnhäuser, sechs davon sind Kulturdenkmäler aufgrund des Rheinland-Pfälzischen Denkmalschutzgesetzes.
Soweit die Doppelnamen der Bahnhöfe ohne Bindestrich geschrieben werden, hat das einen historischen Grund: Im Großherzogtum Hessen, in dem die Bahnhöfe lagen, und in Preußen, das die Preußisch-Hessische Eisenbahngemeinschaft dominierte, bestanden diesbezüglich unterschiedliche Rechtschreibregeln (vgl. dazu hier).

### Bodenheim
Der Bahnhof Bodenheim bedient die Ortsgemeinde Bodenheim und liegt am östlichen Rand des Ortszentrums. Er war der Trennungsbahnhof zur Bahnstrecke Mainz–Mannheim.
Das Empfangsgebäude von Bodenheim war ein standardisierter Typenbau, den Ignaz Opfermann, Leiter des Baus der Strecke Mainz–Mannheim, für die Hessische Ludwigsbahn in der überwiegenden Zahl der dort errichteten Empfangsgebäude Anfang der 1850er Jahre verwendete. Dieses historische Bauwerk steht nicht mehr.

### Gau Bischofsheim

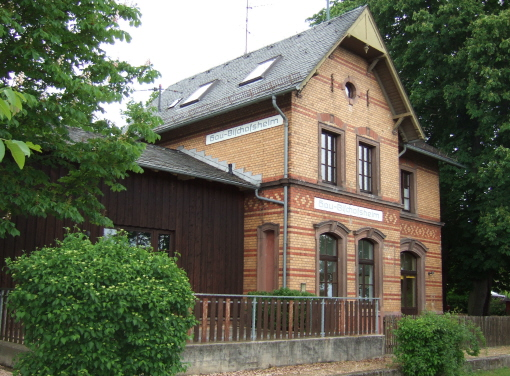
Bahnhofsgebäude Gau-Bischofsheim. Links der verbretterte Güterschuppen

Der Bahnhof diente der Gemeinde Gau-Bischofsheim und lag im Osten des Ortes, heute Bahnhofstraße 45. Dessen Empfangsgebäude ist ein zweiflügeliger historistischer Klinkerbau mit angebautem verbretterten Güterschuppen und heute Kulturdenkmal (siehe auch hier).
Zum 1. Juli 1968 zog die Bahn ihr Personal aus Gau Bischofsheim ab. Die Station war damals nur noch ein Haltepunkt.

### Harxheim-Lörzweiler
Der Bahnhof Harxheim-Lörzweiler lag am östlichen Ortsrand von Harxheim, heute Bahnhofstraße 115, Lörzweiler dagegen etwa einen Kilometer östlich der Bahnstrecke.
Zu Beginn wurde der Bahnhof als „Harxheim (Rheinh.)“ bezeichnet, zum 1. April 1910 aber in „Harxheim-Lörzweiler“ umbenannt.
Das Empfangsgebäude ist erhalten, wurde aber seitens der Generaldirektion Kulturelles Erbe Rheinland-Pfalz in der 2011 erschienenen Denkmaltopographie nicht als Kulturdenkmal ausgewiesen.

### Mommenheim (Rheinhessen)

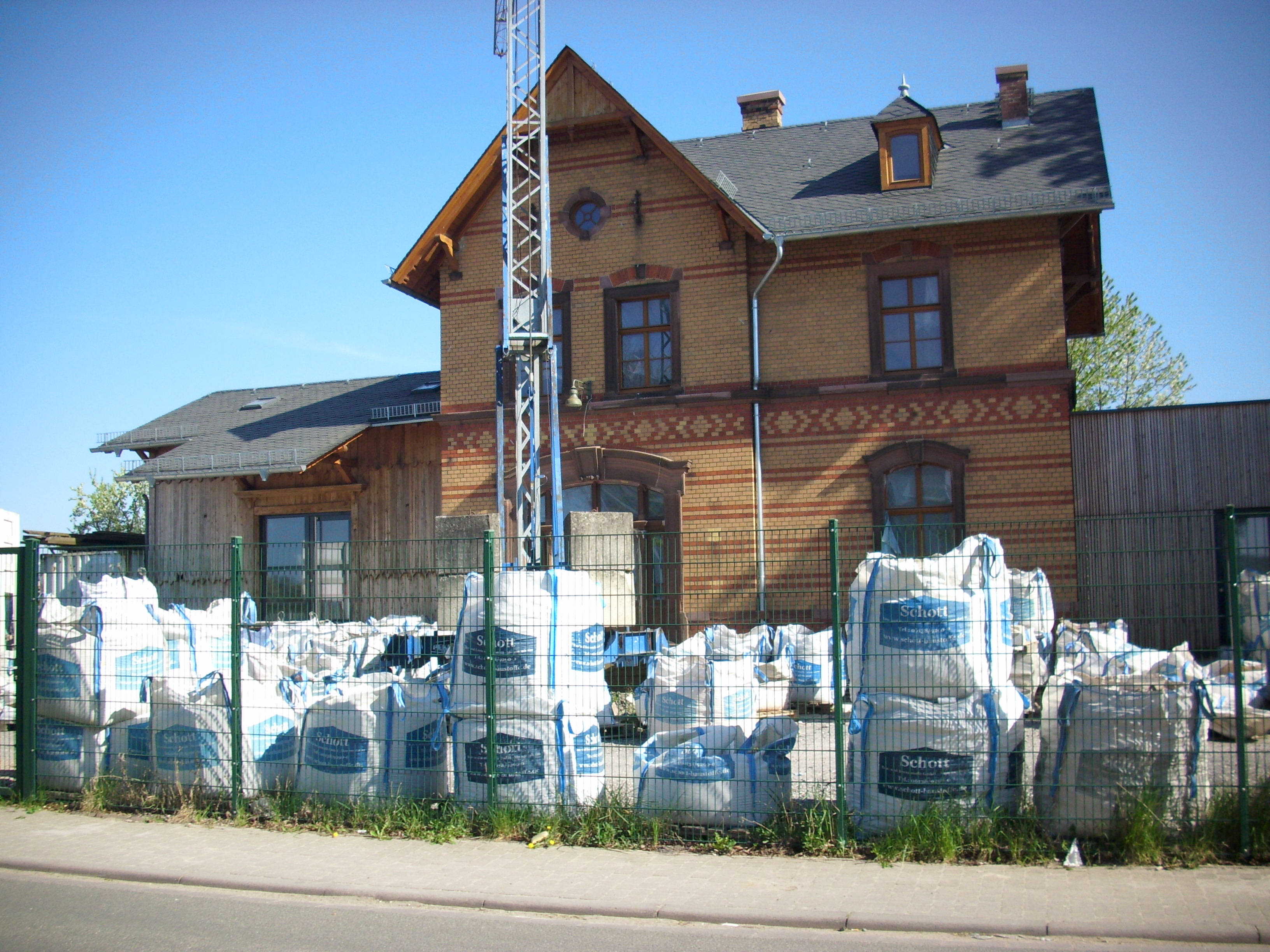
Bahnhof Mommenheim

Der Bahnhof lag nordöstlich des Ortszentrums von Mommenheim in Rheinhessen, heute Bahnhofsstraße 39.
Zum 1. Juli 1968 zog die Bahn ihr Personal aus dem Bahnhof ab.
Das Empfangsgebäude, ein zweiflügeliger historistischer Typenbau, entstand 1896 und ist heute ein Kulturdenkmal (siehe auch hier).

### Selzen-Hahnheim
Der Bahnhof lag südwestlich von Selzen und östlich von Hahnheim, näher an letzterem Ort und in dessen Gemarkung. Das Empfangsgebäude war ein zweiflügeliger historistischer Klinkertypenbau von 1896 (siehe auch hier).
Zum 17. Mai 1953 wurde der Bahnhof zu einem Haltepunkt herabgestuft, war aber zunächst noch mit Personal besetzt, das erst 1968 abgezogen wurde.

### Undenheim-Köngernheim

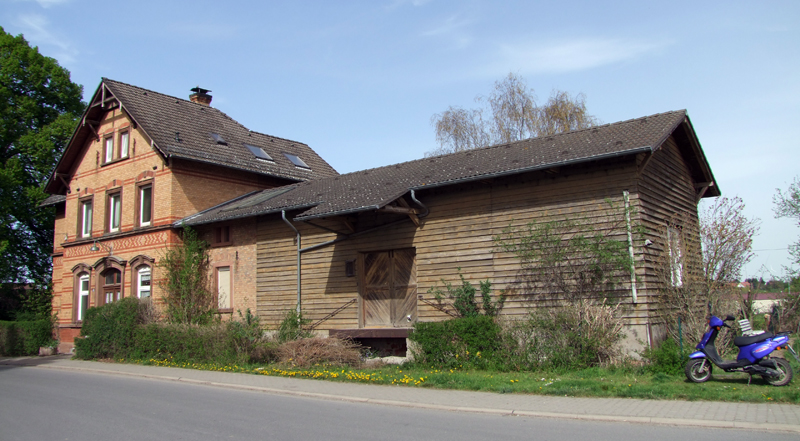
Bahnhof Undenheim-Köngernheim mit Güterschuppen (Straßenseite)

Der Bahnhof war der Trennungsbahnhof zur Bahnstrecke Nierstein–Undenheim-Köngernheim nach Nierstein. Er diente den Gemeinden Köngernheim und Undenheim, liegt aber auf der Gemarkung letztgenannter Gemeinde, Bahnhofstraße 2, im Osten des Ortes.
Das Empfangsgebäude war ein zweiteiliger historistischer Typenbau, der 1896 errichtet wurde, mit angebautem, verbrettertem Güterschuppen. Es ist heute Kulturdenkmal.

### Bechtolsheim-Biebelnheim

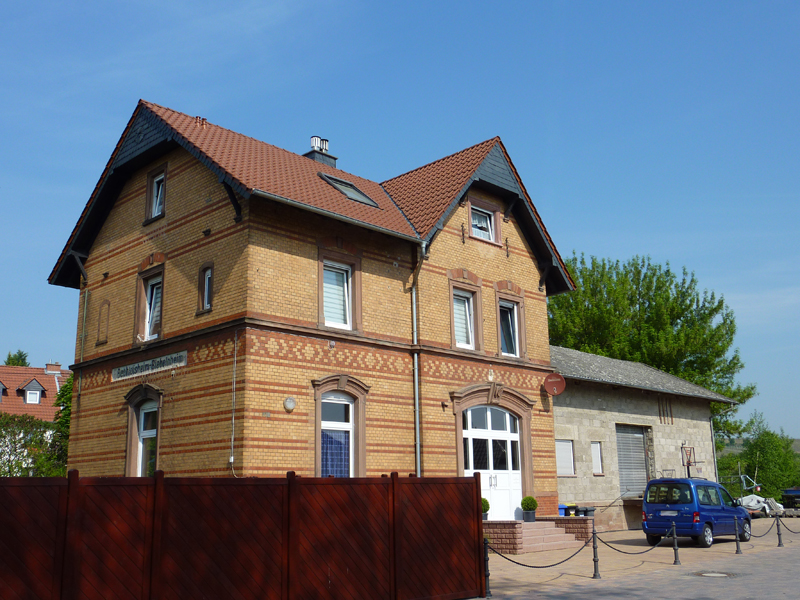
Bahnhof Bechtolsheim-Biebelnheim mit erneuertem Güterschuppen (Straßenseite)

Der Bahnhof diente den Gemeinden Biebelnheim und Bechtolsheim und lag auf der Gemarkung letzterer, heute: Am alten Bahnhof 11. Das Empfangsgebäude war ein zweiteiliger, historistischer Klinkerbau aus der Zeit von 1896, an den ein verbretterter Güterschuppen angebaut war. Das Gebäude wurde 2011 von der Generaldirektion Kulturelles Erbe Rheinland-Pfalz als Kulturdenkmal eingestuft, auch wenn es in der 2013 erschienenen Denkmaltopographie fehlt.
Zum 17. Mai 1953 wurde der Bahnhof zu einem Haltepunkt herabgestuft.

### Gau Odernheim

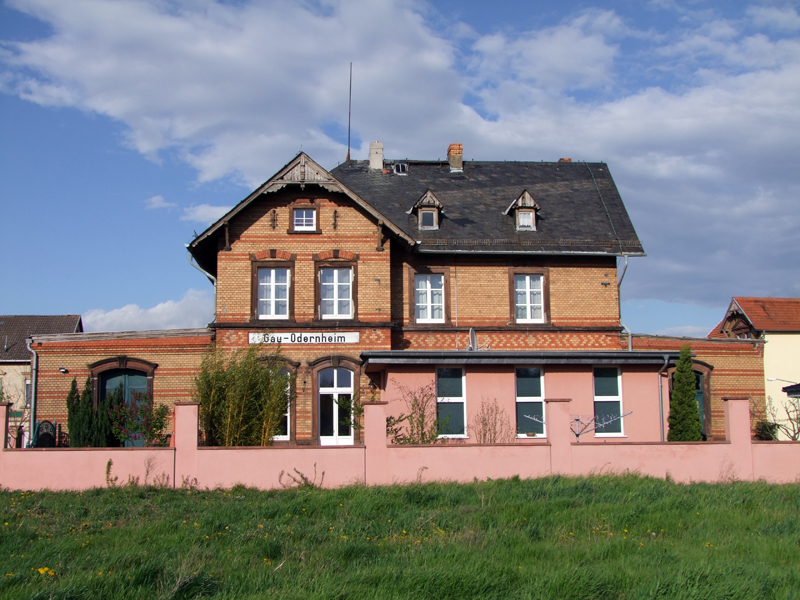
Bahnhof in Gau-Odernheim (ehemalige Gleisseite)

Der Bahnhof lag in Nordwesten von Gau-Odernheim, heute: „Am Bahnhof 12“. Das Empfangsgebäude ist ein zweiteiliger historistischer Klinkerbau aus der Zeit um 1896. Er ist heute ein Kulturdenkmal.
Der Bahnhof war der Trennungsbahnhof zur Bahnstrecke Osthofen–Gau Odernheim. Zum 17. Mai 1953 wurde der Bahnhof zu einem Haltepunkt herabgestuft. Das ehemalige Empfangsgebäude wurde nach der Stilllegung des Personenverkehrs ab 1985 als Jugendclub genutzt. Seit 1994 befindet sich im Bahnhofsgebäude eine Buchbinderei.

### Gau Köngernheim

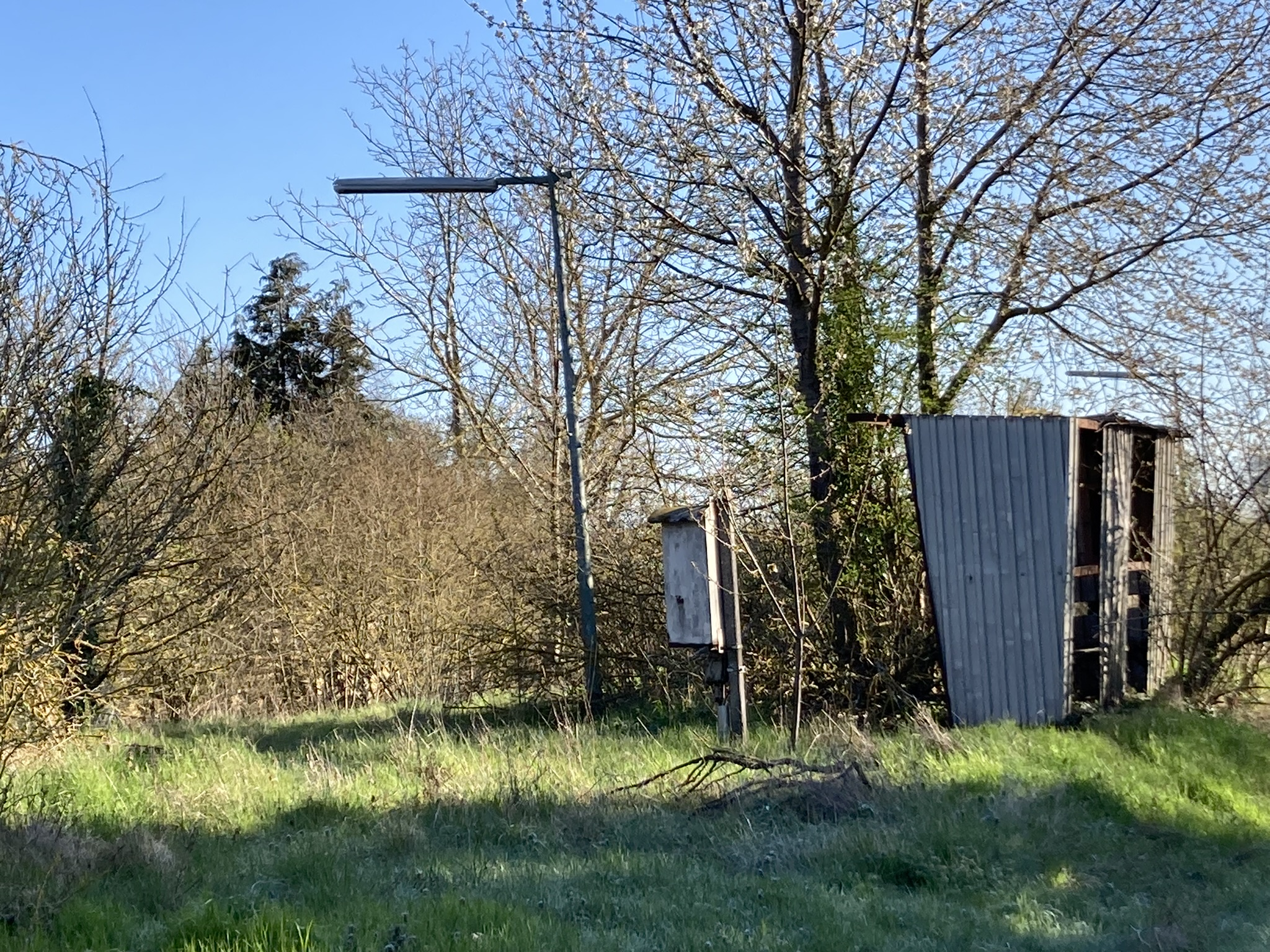
Haltestelle Gau Köngernheim 2023

Der Haltepunkt lag nordwestlich von Gau-Köngernheim, heute: Biebelnheimer Straße 5.

### Framersheim
Der Bahnhof von Framersheim lag weit nordwestlich des Ortes, außerhalb des historischen Ortskerns, heute: Bahnhofstraße 101. Das Empfangsgebäude wird durch einen Landhandel genutzt.

### Schafhausen
Der Haltepunkt „Schafhausen“ diente dem heutigen Alzeyer Stadtteil Schafhausen und lag am südlichen Rand des Dorfes. Baulich scheint davon nichts erhalten. Ein Teil der ehemaligen Trasse ist hier von der Landstraße 406 überbaut.

### Alzey
Endpunkt der Strecke war der Bahnhof Alzey, in den sie von Norden aus eingeführt wurde.

## Bahnübergänge
Bei den Bahnübergängen handelte es sich hauptsächlich um unbeschrankte, in den letzten Betriebsjahren mit Blinklichtanlagen ausgestattete Übergänge. Selbst eine Landstraße zwischen Framersheim und Gau-Köngernheim, heute Bestandteil der Deutschen Alleenstraße, war unbeschrankt. Durch die in diesem Bereich guten Sichtverhältnisse stellte dies auch kein größeres Problem dar. Den einzigen mit Schranken ausgestatteten Bahnübergang gab es innerhalb von Gau-Odernheim kurz vor dem Bahnhof. Da die Strecke überwiegend durch landwirtschaftlich genutztes Gebiet (Acker- und Weinbau) führte, waren die Übergänge der dortigen Feldwegen nur durch Andreaskreuze gesichert.

## Verkehr

### Fahrzeuge
Zu Anfang des Betriebs zogen vier dreiachsige Tenderlokomotiven von Henschel & Sohn (Kassel) zwölf Personen-, zwei Post- und Gepäckwagen (Gebrüder Gastell, Mainz-Mombach) sowie dreißig Güterwagen (Talbot, Aachen) über die Strecke.
In den letzten Jahrzehnten kamen in Nachfolge der Dampflokomotiven vermehrt Diesellokomotiven, Dieseltriebwagen (Uerdinger Schienenbusse) und Akkumulatortriebwagen (DB-Baureihe ETA 150) zum Einsatz. Anfang der 1980er Jahre verkehrten auch durch eine V 100 gezogene n-Wagen.

### Personenverkehr

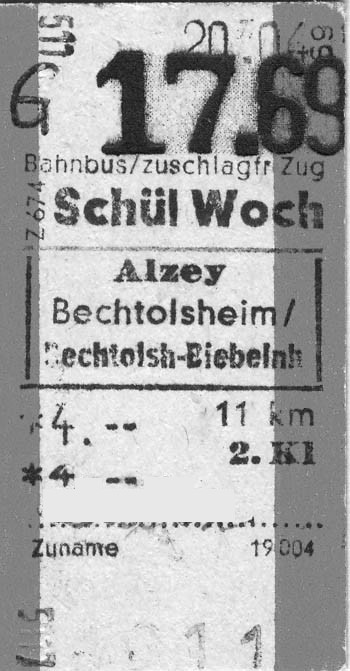
Schüler-Wochenkarte. Das handschriftliche G, weist darauf hin, dass es sich um eine Geschwisterkarte handelt.

Am Anfang verkehrten auf der Gesamtstrecke im Personenverkehr täglich fünf Zugpaare in beiden Richtungen sowie ein Frühzug von Undenheim/Köngernheim nach Alzey. Später gab es auch durchgehende Zugverbindungen über Alzey nach Mainz.

### Güterverkehr

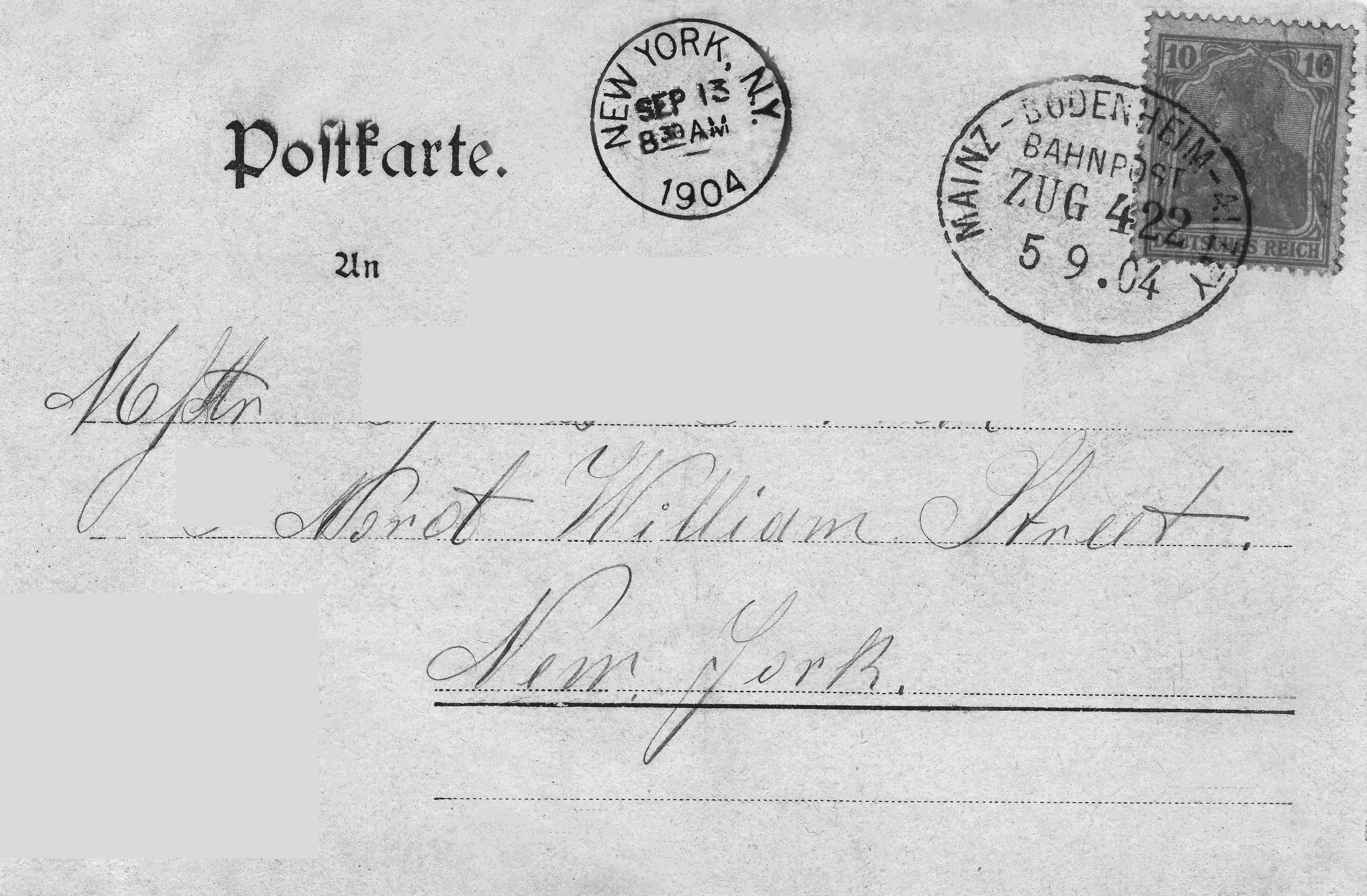
Mit Bahnpost beförderte Postkarte nach New York – sie war 8 Tage unterwegs, 1904

Im Güterverkehr beförderte die Bahn hauptsächlich landwirtschaftliche Erzeugnisse, Getreide und Wein. Ein jährlicher Großeinsatz war die Zuckerrübenkampagne, wobei die Rüben überwiegend zur Südzucker AG nach Offstein transportiert wurden. Dafür wurden neben der Baureihe V 100 auch die Baureihe V 60 meist als Doppeltraktion für die Übergabegüterzüge der offenen Güterwagen der Regelbauart E benutzt.

## Amiche-Radweg
Die als Amiche-Radweg ausgeschilderte Route verläuft nur zum Teil auf historischen Trasse. Die größte Übereinstimmung zeigt sich zwischen Bodenheim und Undenheim. Ab Undenheim führt der Weg über die ebenfalls ehemalige Bahnstrecke Valtinche nach Nierstein. Um von dort wieder zum Ausgangspunkt nach Bodenheim zu kommen, empfiehlt sich der Rheinterrassen- und der Rhein-Radweg. Soll jedoch dem Streckenverlauf des Amiches gefolgt werden, so ist ab Undenheim dem Selztal-Radweg nach Alzey zu folgen.